# Nord N.1750 Norelfe
Le Nord N.1750 Norelfe est un hélicoptère expérimental dessiné par Jean Cantinieau et construit par la SNCAN. 
Parallèlement à l’Aerotécnica AC-12 Jean Cantinieau développa une version triplace équipée d’une turbine Turbomeca Artouste I dont les gaz d’échappement, canalisés dans la poutre porte-empennages, étaient utilisés pour assurer la compensation anti-couple. 

## Nord N.1750 Norelfe
Ayant acheté la licence de production, la SNCAN a construit 2 prototypes, le premier [F-WGVZ] prenant l’air le 28 décembre 1954. On retrouvait sur ces prototypes les lignes générales de l’AC-12, mais la turbine était située cette fois derrière le rotor, ce qui améliorait sensiblement la visibilité vers le haut, et la tête de rotor était enfermée dans un important carénage sphérique. Trop occupée par d’autres projets, Nord-Aviation revendit les prototypes et les droits à Aerotécnica.

## Aerotécnica AC-13A
Redésignation espagnole des prototypes Norelfe. Après des essais très poussés, Aerotécnica développa une version utilitaire 5 places, l’AC-14.